# Dignomus urbanus
Dignomus urbanus là một loài bọ cánh cứng trong họ Ptinidae. Loài này được Borowski miêu tả khoa học năm 1999.